# Parijs-Tours 2021
De 115e editie van de wielerwedstrijd Parijs-Tours werd gehouden op 10 oktober 2021. De wedstrijd startte in Chartres en eindigt in Tours. De wedstrijd maakte deel uit van de UCI ProSeries 2021, in de categorie 1.Pro. Titelverdediger was de Deen Casper Pedersen, hij werd opgevolgd door de Fransman Arnaud Démare.

## Uitslag
| Parijs–Tours 2021 (212 km) |                  |                                    |          |
| Plaats                     | Naam             | Ploeg                              | Tijd     |
| Winnaar                    | Arnaud Démare    | Groupama-FDJ                       | 4u33'07" |
| 2                          | Franck Bonnamour | B&B Hotels - KTM                   | z.t.     |
| 3                          | Jasper Stuyven   | Trek-Segafredo                     | z.t.     |
| 4                          | Stan Dewulf      | AG2R-Citroën                       | + 03"    |
| 5                          | Danny van Poppel | Intermarché-Wanty-Gobert Matériaux | + 40"    |
| 6                          | Bryan Coquard    | B&B Hotels - KTM                   | z.t.     |
| 7                          | Arne Marit       | Sport Vlaanderen-Baloise           | z.t.     |
| 8                          | Andrea Pasqualon | Intermarché-Wanty-Gobert Matériaux | z.t.     |
| 9                          | Julien Trarieux  | DELKO                              | z.t.     |
| 10                         | Amaury Capiot    | Arkéa-Samsic                       | z.t.     |

1896 · 
1897-1900 · 
1901 · 
1902-1905 · 
1906 · 
1907 · 
1908 · 
1909 · 
1910 · 
1911 · 
1912 · 
1913 · 
1914 · 
1915-1916 · 
1917 · 
1918 · 
1919 · 
1920 · 
1921 · 
1922 · 
1923 · 
1924 · 
1925 · 
1926 · 
1927 · 
1928 · 
1929 · 
1930 · 
1931 · 
1932 · 
1933 · 
1934 · 
1935 · 
1936 · 
1937 · 
1938 · 
1939 · 
1940 · 
1941 · 
1942 · 
1943 · 
1944 · 
1945 · 
1946 · 
1947 · 
1948 · 
1949 · 
1950 · 
1951 · 
1952 · 
1953 · 
1954 · 
1955 · 
1956 · 
1957 · 
1958 · 
1959 · 
1960 · 
1961 · 
1962 · 
1963 · 
1964 · 
1965 · 
1966 · 
1967 · 
1968 · 
1969 · 
1970 · 
1971 · 
1972 · 
1973 · 
1974 · 
1975 · 
1976 · 
1977 · 
1978 · 
1979 · 
1980 · 
1981 · 
1982 · 
1983 · 
1984 · 
1985 · 
1986 · 
1987 · 
1988 · 
1989 · 
1990 · 
1991 · 
1992 · 
1993 · 
1994 · 
1995 · 
1996 · 
1997 · 
1998 · 
1999 · 
2000 · 
2001 · 
2002 · 
2003 · 
2004 · 
2005 · 
2006 · 
2007 · 
2008 · 
2009 · 
2010 · 
2011 · 
2012 · 
2013 · 
2014 · 
2015 · 
2016 · 
2017 · 
2018 · 
2019 ·
2020 ·
2021 ·
2022 ·
2023 ·
2024 ·